# Coppa del Brasile 2020 (pallavolo maschile)
La Coppa del Brasile 2020 si è svolta dal 14 al 25 gennaio 2020: al torneo hanno partecipato 8 squadre di club brasiliane e la vittoria finale è andata per la quinta volta, la terza consecutiva, al Sada.

## Regolamento

### Formula
Le squadre hanno disputato quarti di finale in gara unica, accoppiate col metodo della serpentina e in casa delle quattro formazioni meglio classificate al termine del girone di andata di Superliga Série A 2019-20; le formazioni vincenti hanno poi disputato una final-4, con semifinali e finale in gara unica.

### Criteri di classifica
Se il risultato finale è stato di 3-0 o 3-1 sono stati assegnati 3 punti alla squadra vincente e 0 a quella sconfitta, se il risultato finale è stato di 3-2 sono stati assegnati 2 punti alla squadra vincente e 1 a quella sconfitta.
Per determinare la classifica dalla 5ª all'8ª posizione e dalla 3ª alla 4ª posizione, si tiene conto del numero di punti ottenuto rispettivamente dalle quattro formazioni eliminate ai quarti di finale e dalle due formazioni eliminate nelle semifinali durante la fase di qualificazione (i quarti di finale). In caso di parità, l'ordine del posizionamento in classifica è stato definito in base all'indice tecnico, i cui criteri sono:
- Punti;
- Ratio dei set vinti/persi;
- Ratio dei punti realizzati/subiti.
- Scontro diretto;
- Sorteggio[2].

In caso di walkover, la formazione qualificata al turno successivo è considerata vincitrice per 3-0 (25-0, 25-0, 25-0).

## Squadre partecipanti
| Squadra      | Qualificazione                                      |
| ------------ | --------------------------------------------------- |
| BVC          | 5ª al girone di andata di Superliga Série A 2019-20 |
| Funvic       | 2ª al girone di andata di Superliga Série A 2019-20 |
| Itapetininga | 8ª al girone di andata di Superliga Série A 2019-20 |
| Minas        | 6ª al girone di andata di Superliga Série A 2019-20 |
| Sada         | 1ª al girone di andata di Superliga Série A 2019-20 |
| Sesc         | 4ª al girone di andata di Superliga Série A 2019-20 |
| Sesi         | 3ª al girone di andata di Superliga Série A 2019-20 |
| VBCE         | 7ª al girone di andata di Superliga Série A 2019-20 |

## Torneo

### Tabellone
|  | Quarti | Quarti       | Quarti |  |   | Semifinali | Semifinali | Semifinali |  |   | Finale | Finale | Finale |
|  |        |              |        |  |   |            |            |            |  |   |        |        |        |
|  | 1      | Sada         | 3      |  |   |            |            |            |  |   |        |        |        |
|  | 1      | Sada         | 3      |  |   |            |            |            |  |   |        |        |        |
|  | 8      | Itapetininga | 0      |  |   |            |            |            |  |   |        |        |        |
|  | 8      | Itapetininga | 0      |  | 1 | Sada       | 3          |            |  |   |        |        |        |
|  |        |              |        |  | 1 | Sada       | 3          |            |  |   |        |        |        |
|  |        |              |        |  |   | 4          | Sesc       | 1          |  |   |        |        |        |
|  | 4      | Sesc         | 3      |  |   | 4          | Sesc       | 1          |  |   |        |        |        |
|  | 4      | Sesc         | 3      |  |   |            |            |            |  |   |        |        |        |
|  | 5      | BVC          | 1      |  |   |            |            |            |  |   |        |        |        |
|  | 5      | BVC          | 1      |  |   |            |            |            |  | 1 | Sada   | 3      |        |
|  |        |              |        |  |   |            |            |            |  | 1 | Sada   | 3      |        |
|  |        |              |        |  |   |            |            |            |  |   | 3      | Sesi   | 0      |
|  | 2      | Funvic       | 3      |  |   |            |            |            |  |   | 3      | Sesi   | 0      |
|  | 2      | Funvic       | 3      |  |   |            |            |            |  |   |        |        |        |
|  | 7      | VBCE         | 0      |  |   |            |            |            |  |   |        |        |        |
|  | 7      | VBCE         | 0      |  | 2 | Funvic     | 1          |            |  |   |        |        |        |
|  |        |              |        |  | 2 | Funvic     | 1          |            |  |   |        |        |        |
|  |        |              |        |  |   | 3          | Sesi       | 3          |  |   |        |        |        |
|  | 3      | Sesi         | 3      |  |   | 3          | Sesi       | 3          |  |   |        |        |        |
|  | 3      | Sesi         | 3      |  |   |            |            |            |  |   |        |        |        |
|  | 6      | Minas        | 2      |  |   |            |            |            |  |   |        |        |        |
|  | 6      | Minas        | 2      |  |   |            |            |            |  |   |        |        |        |

### Risultati

#### Quarti di finale
| 15 gennaio 2020 Ginásio do Riacho, Contagem Durata: ? - Spettatori: ?                   | Sada   | 3 - 0 | Itapetininga | 25-20, 25-20, 25-23              |
| 14 gennaio 2020 Ginásio do Abaeté, Taubaté Durata: ? - Spettatori: ?                    | Funvic | 3 - 0 | VBCE         | 25-17, 25-16, 25-21              |
| 15 gennaio 2020 Ginásio da Vila Leopoldina, San Paolo Durata: ? - Spettatori: ?         | Sesi   | 3 - 2 | Minas        | 25-15, 17-25, 25-17, 23-25, 15-9 |
| 15 gennaio 2020 Ginásio do Tijuca Tênis Clube, Rio de Janeiro Durata: ? - Spettatori: ? | Sesc   | 3 - 1 | BVC          | 25-14, 25-19, 22-25, 25-22       |

#### Semifinali
| 24 gennaio 2020 Arena Jaraguá, Jaraguá do Sul Durata: ? - Spettatori: ? | Sada   | 3 - 1 | Sesc | 25-17, 21-25, 25-23, 25-13 |
| 24 gennaio 2020 Arena Jaraguá, Jaraguá do Sul Durata: ? - Spettatori: ? | Funvic | 1 - 3 | Sesi | 22-25, 25-12, 20-25, 22-25 |

#### Finale
| 25 gennaio 2020 Arena Jaraguá, Jaraguá do Sul Durata: ? - Spettatori: ? | Sada | 3 - 0 | Sesi | 25-23, 25-22, 25-12 |

## Classifica finale
| Pos | Squadre      |
| --- | ------------ |
| 1   | Sada         |
| 2   | Sesi         |
| 3   | Funvic       |
| 4   | Sesc         |
| 5   | Minas        |
| 6   | BVC          |
| 7   | Itapetininga |
| 8   | VBCE         |